# Пеликаны
Пелика́ны (лат. Pelecanus) — род птиц, единственный современный в семействе пеликановых (Pelecanidae) отряда пеликанообразных. Включает 8 видов. Распространены пеликаны спорадично, в умеренном и тропическом поясах всех континентов, кроме Антарктиды. Виды умеренных широт перелётные.

## Внешний вид
Самые крупные птицы в своём отряде: длина тела 130—180 см, масса 7—14 кг. Облик очень характерный: неуклюжее, массивное туловище, большие крылья, короткие и толстые ноги с широкой перепонкой между пальцами, короткий закруглённый хвост. Шея длинная. Клюв тоже длинный, до 47 см, с крючком на конце. На нижней стороне клюва — сильно растяжимый кожаный мешок, используемый для ловли рыбы.
Оперение у пеликанов рыхлое, неплотно прилегает к телу. Перья быстро намокают, и птицы часто «отжимают» их клювом. Окраска светлая — белая, сероватая, часто с розовым отливом. Маховые перья обычно тёмные. Клюв и голые участки «лица» окрашены ярко, особенно в брачный период. Перья на затылке нередко образуют хохол. Самки меньше и тусклее самцов; молодые пеликаны окрашены в грязно—бурый или серый цвет. Голос во время гнездования — глухой рев, в остальное время пеликаны молчаливы.

## Образ жизни и питание
Пеликаны — обитатели морских мелководий, неглубоких пресных и солёных озёр, устьев крупных рек. Ходят они неуклюже, но хорошо летают и плавают, могут подолгу парить. С воды поднимаются после разбега. В полёте из-за длинного тяжёлого клюва держат шею буквой S, как цапли и марабу. Из-за лёгкого скелета и воздушно-пузырьковой прослойки под кожей нырять они не могут, поэтому основной корм, рыбу, добывают непосредственно у поверхности воды. Только американские виды способны нырять, падая в воду с высоты.
Питаются в основном рыбой, которую вылавливают, опуская голову в воду и подхватывая рыбу, поднявшуюся на поверхность, клювом. Устраивают коллективные охоты — выстроившись полукругом, пеликаны принимаются хлопать по воде крыльями и клювами и вытесняют напуганную рыбу на мелководье. Иногда в совместных охотах принимают участие бакланы, чайки, поганки, крачки. Поймав рыбу, пеликан через клюв отцеживает воду из горлового мешка (до 5 литров) и проглатывает добычу. В день он съедает более килограмма рыбы. Известны случаи, когда пеликаны съедали других птиц и мелких животных (крыс и мышей), если им удавалось поймать их на берегу.

## Гнездовья. Размножение

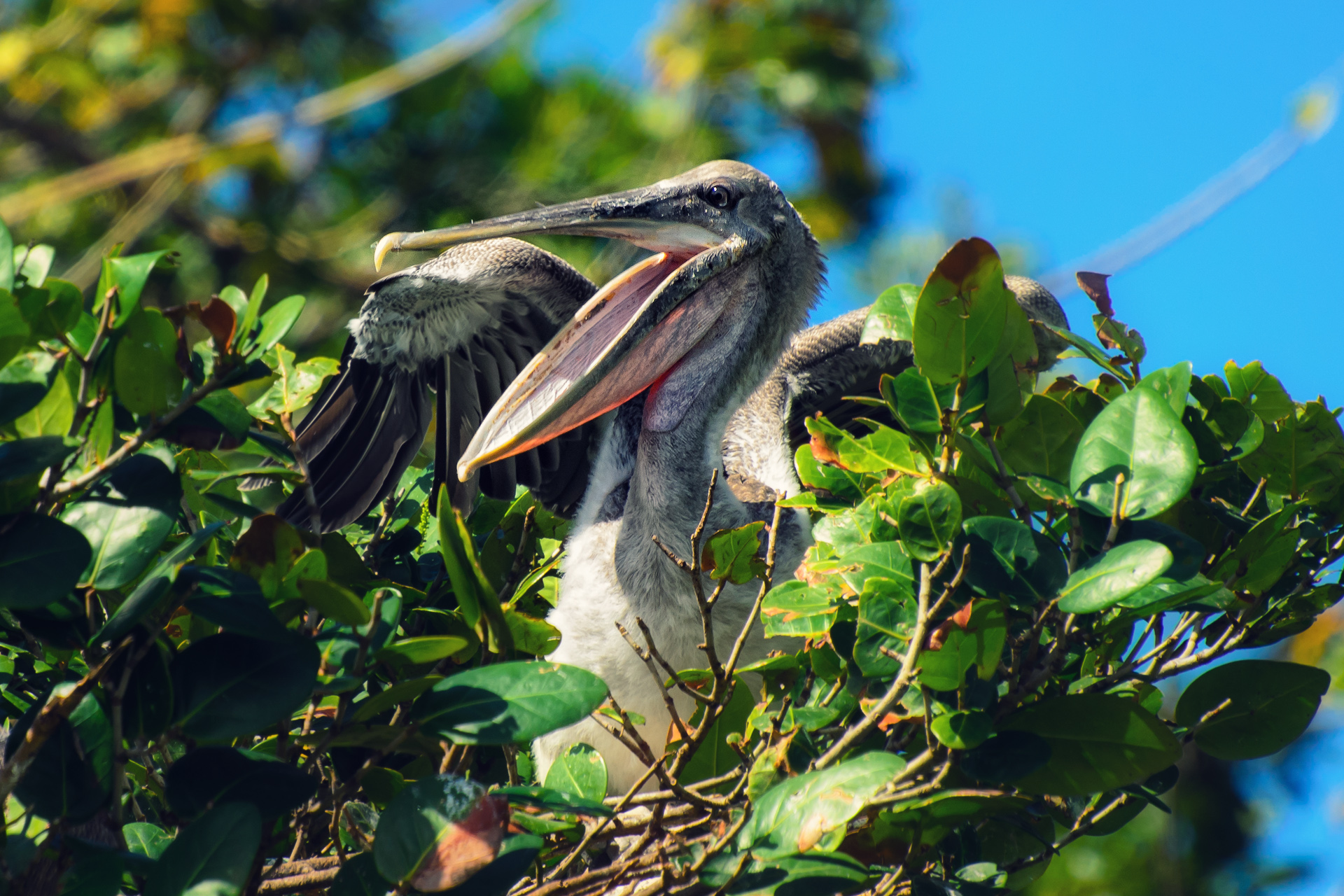
Пеликан в гнезде

Пары у пеликанов образуются только на один сезон. Гнездятся пеликаны колониями, насчитывающими сотни пар, нередко совместно с другими околоводными птицами; но даже во внегнездовой период держатся группами. Крупные виды сооружают гнезда на земле или в заломах тростника в виде высоких куч из веток и растительного мусора. Мелкие охотно гнездятся на деревьях, если те растут у водоёмов. Строительством гнезда занимается самка, самец приносит материал. Нередко несколько пар пеликанов строят общее гнездо.
В кладке 2—3 голубоватых или желтоватых яйца с рыхлой шероховатой скорлупой. Насиживание длится 30—42 дня; самка насиживает более интенсивно, чем самец. Птенцы вылупляются слепыми и голыми, пухом одеваются на 8—10-й день, способными к полету становятся на 70—75-й день жизни. Молодых выкармливают оба родителя, отрыгивая рыбу из желудков. Смертность птенцов очень велика: от хищников, голода и погодных условий гибнет больше половины вылупившихся птенцов.

## Распространение
Пеликаны распространены на всех континентах, за исключением Антарктиды.

## Статус популяции
Численность видов, гнездящихся на высыхающих и снова наполняющихся водой водоёмах аридных зон, подвержена сильным колебаниям — гнездовые колонии появляются и исчезают снова. Тем не менее, кудрявый и серый пеликаны занесены в Красную книгу МСОП как уязвимые виды (Vulnerable). Редкими стали и 2 из 6 подвидов бурого пеликана — калифорнийский и атлантический. Основной причиной сокращения их численности считают массовое применение в США в 1950—1960 гг. XX в. ДДТ и других сильных пестицидов. Ядохимикаты, которые птицы получали вместе с пищей, привели к резкому снижению их плодовитости. С 1972 г. применение ДДТ в США было запрещено, и численность пеликанов начала медленно восстанавливаться. В неволе пеликаны живут хорошо, доживают до 20 и более лет, но размножаются, как и многие колониальные птицы, неохотно.

## Пеликан в мифологии, в религиях и в геральдике

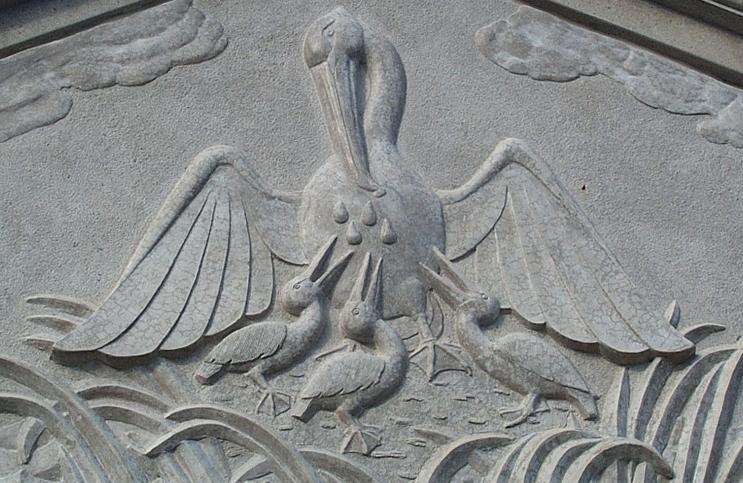
Пеликан, кормящий птенцов своей кровью

В средние века христианские писатели сравнивали пеликана (ст.‑слав. нєсъιтъ, нєсъιть), питающего своей плотью и кровью потомство, с Иисусом Христом, пожертвовавшим Свою кровь ради спасения человечества. Пеликан — священная птица для мусульман, так как, по преданию, этот пернатый гигант переносил в горловом мешке камни для возведения святынь в Мекке. Пеликан как фантасмагорическое существо описан в Бестиариях и его изображение использовалось как символическое: Христа изображали в иконографии в виде пеликана.
В европейской геральдике пеликан, «кормящий детей своих», представляет символ самоотверженной родительской любви: считалось, что он разрывает клювом собственную грудь и кормит голодных птенцов кровью. Пеликан (герб) — польский шляхетский герб.
Изображение пеликана с птенцами являлось эмблемой Ведомства учреждений императрицы Марии, в состав которого входил, в частности, Петербургский Воспитательный дом. Оно осталось символом Педагогического университета им. А. И. Герцена (изображение пеликана, кормящего птенцов, помещено на воротах при входе в университет). Статуэтка «Хрустальный пеликан» является символическим призом лучшему учителю года в России. В Скандинавии пеликан — эмблема доноров.
Пеликан, кроме того, является важнейшим алхимическим символом — отчасти из-за уже упоминавшейся легенды, отчасти из-за сходства его клюва по форме с ретортой (которую иногда именовали «философским пеликаном»).
Пеликан изображён на албанской монете номиналом 1 лек.

Эмблема РГПУ им. Герцена
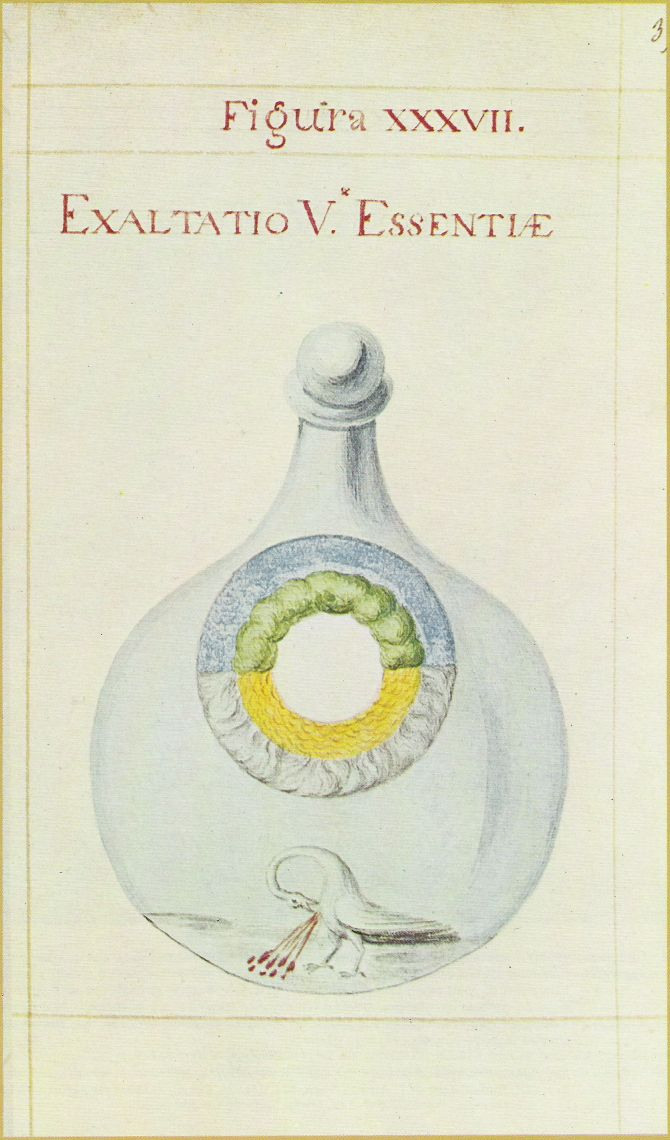
Пеликан, символизирующий одну из стадий алхимического Великого Делания. Из рукописи XVIII века «De Summa». Париж, Библиотека Арсенала
Герб Глуховского полка
Герб Клайнпашлебена
Герб Арбуа
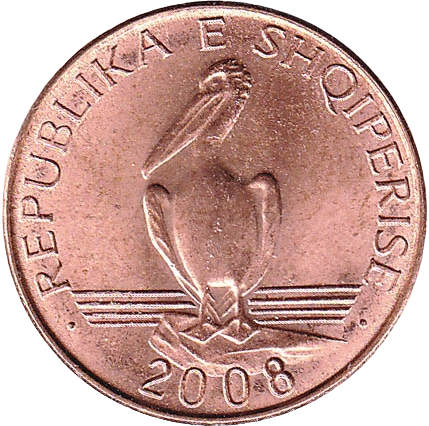
Реверс монеты в 1 албанский лек, 2008 год

## Пеликан в искусстве

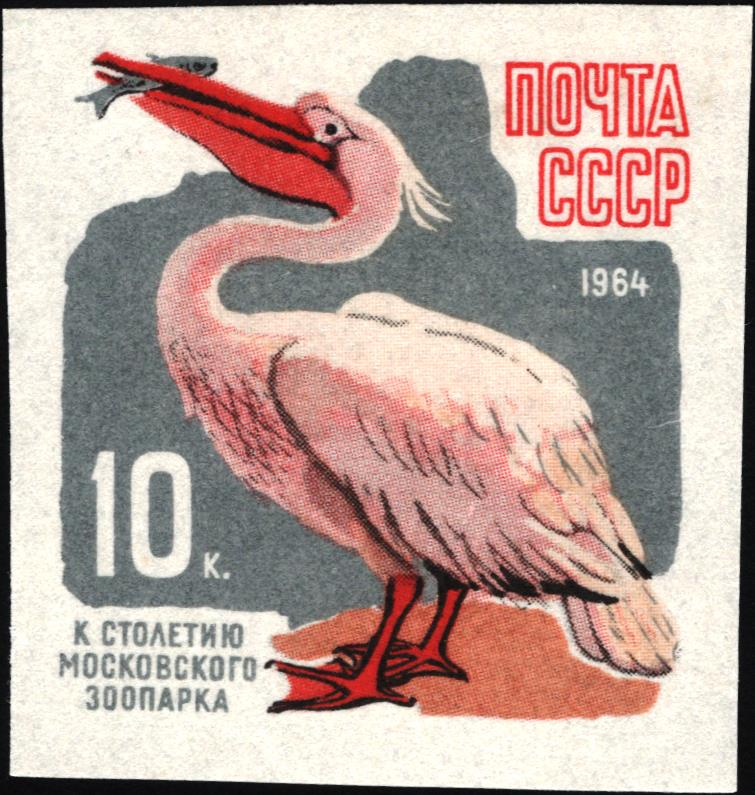
Почтовая марка СССР, 1964 год

- Почтовая марка СССР, 1964 годСоветский художественный фильм «Слепая птица» (1963)
- Австралийская повесть Колина Тиле «Штормик и мистер Персиваль» (англ. Storm Boy, 1963), по которой сняты художественные фильмы «Мальчик и океан» (1976) и «Мой друг мистер Персиваль» (2019)
- Рассказ Константина Паустовского «Последний чёрт»
- Стихотворение Эдуарда Асадова «Пеликан» (1964)
- Французский комедийный фильм Оливье Орле «Пеликан» (2011) с Эмиром Кустурицей в главной роли
- Песня композитора Александра Трушина «Хрустальный пеликан[11]» (2016)